# Comté de Jasper (Missouri)
Pour les articles homonymes, voir Jasper et Comté de Jasper.
Le comté de Jasper (en anglais : Jasper County) est un comté du Missouri aux États-Unis. Le siège du comté est Carthage.